# Бровничи (Приморский край)
Бро́вничи — село в Партизанском городском округе Приморского края.

## История
Приморское село Бровничи было основано в 1895 году переселенцами из села Черниговской губернии Новозыбковского уезда Новоропской волости.
Первые фамилии крестьян-первопроходцев: Гордиенко, Козловы, Бензики, Шерстюки.
На 1915 г. в с. Бровничи проживало всего 47 семей, или 285 человек. Из них мужчин 146 и женщин 139 человек. А также в окрестностях села проживали 27 семей корейцев в составе 134 человек.

## География
Дорога к селу Бровничи идёт на северо-запад от Партизанска, расстояние до центральной части города около 45 км.
От села Бровничи на восток идёт дорога к селу Хмельницкое, на север — к селу Серебряное, а на юго-запад — к селу Тигровой.

## Население
| 1898 | 1900 | 1912 | 2002 | 2010 |
| ---- | ---- | ---- | ---- | ---- |
| 43   | ↗68  | ↗134 | ↗326 | ↘267 |